# 滨河弗雷斯诺
滨河弗雷斯诺（西班牙語：Fresno del Río）是西班牙卡斯蒂利亚-莱昂帕伦西亚省的一个市镇。总面积44平方公里，总人口189人（2001年），人口密度4人/平方公里。